# Летающие тигры
«Летающие тигры» (англ. Flying Tigers) — обиходное название добровольческого военно-воздушного подразделения American Volunteer Group (AVG), воевавшего на стороне Республики Китай в 1941—1942 годах.

## История организации подразделения
Во время японо-китайской войны 1937—1945 годов вооружённым силам Китая оказывалась помощь сторонними государствами, имевшими свои интересы в Китае: например, СССР и США.
В частности, эта помощь заключалась в поставках вооружения и направлении в Китай военных советников.
В 1938 году таким советником в армии Китая был лётчик ВВС США (в тот период — в отставке) майор Клэр Ли Шеннолт (Claire Lee Chennault).
Наблюдая, как японская авиация регулярно практически полностью уничтожает противостоявшие ей китайские лётные подразделения, Шеннолт предложил создать авиационную часть, лётчиками в которой были бы добровольцы из Америки.

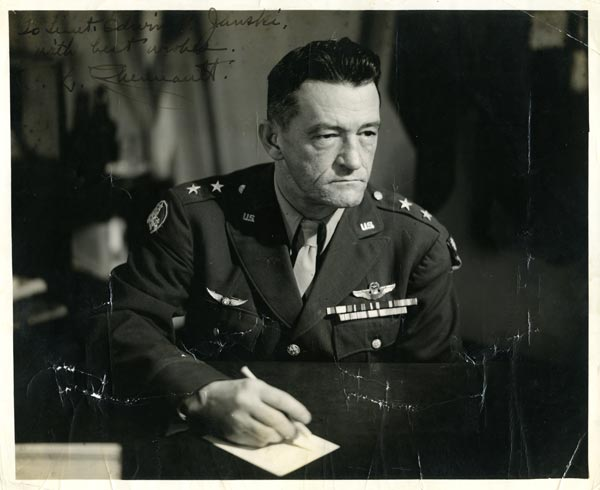
Клэр Шеннолт

После проведённых консультаций 15 апреля 1941 года президент США Франклин Рузвельт официально разрешил американским военнослужащим участвовать в войне в Китае на добровольных началах. Формально добровольцы заключали договор с китайской фирмой САМСО («Центральная компания по производству самолетов»), а военнослужащие получали на время контракта отпуск в своей части в США.
По условиям контракта лётчики получали по 500 долларов за каждый уничтоженный японский самолёт — причём не имело значения, в воздухе, или на земле тот был уничтожен.

## Боевая деятельность

Curtiss P-40 китайских ВВС из подразделения «Летающие тигры»

Официально новое подразделение, состоящее из трёх истребительных эскадрилий, вступило в строй 1 августа 1941 года. Его командиром стал представитель компании САМСО Клэр Шеннолт. Всего контракт был заключён с более чем двумястами летчиками и техниками.
Правительство Чан Кайши предоставило добровольцам 99 закупленных в США на американский же кредит (по ленд-лизу) самолётов Р-40С «Томагавк» (экспортное обозначение «Хок» 81А-3; было закуплено 100 единиц, но один самолёт потеряли при транспортировке морем).
Изначально «Томагавками» планировалось вооружить китайские лётные части, но китайцы, облетав их, отказались их принять: по их мнению, этот самолёт не смог бы противостоять японским «Зеро».

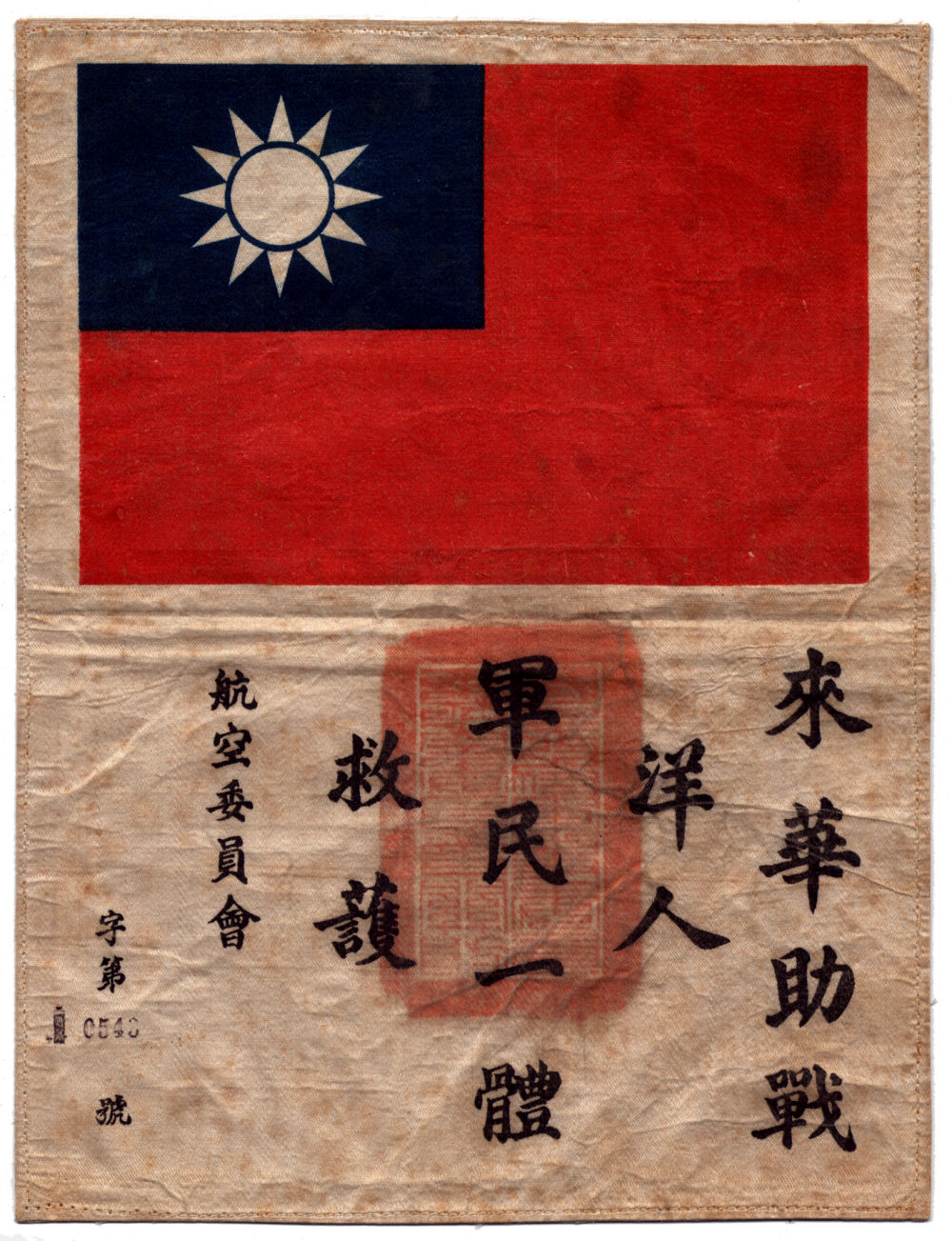
Так называемый «кровавый талон», выдававшийся пилотам подразделения. Надпись гласит: «Этот иностранец прибыл в Китай помочь нам в борьбе. Солдаты и гражданские, вместе и по отдельности, должны его спасти, защитить, и предоставить ему медицинскую помощь».

Организационно «Летающие тигры» подразделялись на три эскадрильи:
- «Адам и Евы» (англ. 1st Squadron Adam & Eves)
- «Медведи панда» (англ. 2nd Squadron Panda Bears)
- «Ангелы ада» (англ. 3rd Squadron Hell’s Angels)

Кроме опознавательных знаков китайских ВВС, на большинство самолётов подразделения было нанесено изображение тигра.
Базировалось подразделение на авиабазе Дунгуа в Рангуне.
Главной задачей «Летающих тигров» стала оборона шоссейной дороги Бирма — Юньнань («Бирманская дорога»), которая на протяжении всей войны оставалась единственным наземным путём доставки военных грузов в Китай.
В середине декабря 1941 года, когда японцы активизировали налёты на провинцию Юньнань, где заканчивалась китайская часть Бирманской дороги, Шеннолт перебазировал 1-ю и 2-ю эскадрильи в Куньмин, а 3-я осталась в Рангуне. В начале марта 1942 года в связи с японским наступлением американцы покинули территорию Бирмы и сконцентрировались в Китае.
Тогда же, в июне 1942 года, «Летающие тигры» многочисленными штурмовками наступающих японских колонн добились того, что линия фронта стабилизировалась по реке Салуин. После этого их задачей, кроме обороны Куньмина, стало противовоздушное прикрытие районов боевых действий наземных войск.
Добровольцы воевали в Китае до середины 1942 года.
67 летчиков получили оговорённую контрактом премию за уничтоженные самолеты врага. Из них 60 претендуют на один или
более японских самолета, уничтоженных в воздухе, и 18 стали асами в европейском понимании этого
термина (то есть сбили пять и более самолетов). Всего компания САМСО оплатила «летающим тиграм» 296 побед.
Потери «летающих тигров» составили 51 самолёт: 6 самолётов было сбито в воздушных боях, все остальные списанные машины были разбиты в авариях или уничтожены при японских налетах на аэродромы базирования.
4 июля 1942 года американское правительство вывело «Летающих тигров» из состава китайских ВВС и включило в список регулярных соединений армии США. Их преобразовали в 23-ю истребительную авиагруппу 10-й воздушной армии сухопутных войск США. В Китае их стали именовать «отрядом спецназначения американских ВВС» или «отрядом союзнических стран, воевавших в Китае». Группой продолжал командовать Клэр Шеннолт.
При этом стоит заметить, что только семь человек из состава «Летающих тигров» вернулись на службу в армию США.
10 марта 1943 года 23-я ИАГ была преобразована в 14-ю воздушную армию сухопутных войск армии США в составе 60 бомбардировщиков и более 100 истребителей. Её командующий Клэр Шеннолт получил генеральское звание.

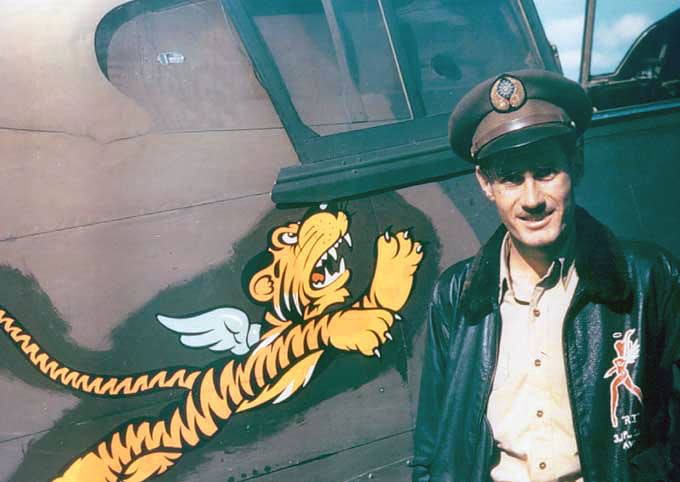
Один из асов «Летающих тигров» Роберт Т. Смит возле своего P-40 в Куньмине.

## Список асов подразделения «Летающие тигры»
- Роберт Нил (Robert Neale) — был летчиком пикирующего бомбардировщика на авианосце «Саратога». В «Тиграх» — командир 1-й эскадрильи. В дальнейшем воевал в составе 23-й истребительной группы. После возвращения в США летал рядовым пилотом в одной из авиакомпаний. Всего сбил 13 самолётов.
- Дэйвид Ли Хилл (David Lee Hill) — до своего поступления в «тигры» тоже был летчиком пикирующего бомбардировщика на авианосце «Рейнджер». На посту командира 2-й эскадрильи с марта 1942 года. Один из немногих, кто вернулся в ВВС США в июле 1942. Получил звание майора и командование над 75-й истребительной эскадрильей. После войны был генералом в Texas Air National Guard. Сбил 10 самолётов.
- Джордж Бургард (George Burgard) — до службы в армии шесть лет был репортером в газете. На момент поступления в «Тигры» был пилотом транспортного самолета. После Китая стал пилотом в авиакомпании American Export Lines, затем владельцем мастерской. 10 побед.
- Роберт Литтл (Robert Little) — был индейцем по происхождению. Погиб в бою во время штурмовки японских позиций в районе реки Салуин 22 мая 1942 года. Всего сбил 10 самолётов.
- Чарльз Олдер (Charles Older) — до поступления на военный флот изучал право. После войны продолжил обучение и стал судьёй. 7 побед.
- Роберт T. Смит (Robert T. Smith) — до поступления в «тигры» был инструктором на аэродроме Рандольф Филд. Войну закончил в звании полковника. Опубликовал свои мемуары «Tale of a Tiger» — один из лучших источников по группе. 8 побед.
- Вильям МакГарри (William McGarry) — Один из немногих, кто до поступления в «тигры» имел дело с Р-40. Был сбит 24 марта 1942 года во время штурмовки японского аэродрома в Чиангмай (Таиланд). Попал в плен. Японцы передали его местным властям, и окончание войны он встретил в тайской тюрьме. Имел 8 побед.
- Чарльз Бонд (Charles Bond) — после неудачной попытки стать истребителем по окончании лётного училища летал на транспортных самолётах. После расформирования группы вступил в ВВС США. Окончил военную карьеру в звании генерал-майора. В 1984 году опубликовал свои мемуары «A Flying Tiger’s Diary». На его счету 7 побед.
- Фрэнк Лолор (Frank Lawlor) — после обучения в Университете Северной Каролины поступил на флот в 1938 году. После Китая продолжил военную карьеру, дослужился до звания лейтенант-коммандера. Имел 7 побед.
- Роберт Хедман (Robert Hedman) — стал асом в один день. 25 декабря 1941 года сбил четыре бомбардировщика и истребитель. До поступления в армию учился в Университете Северной Каролины. После войны остался в Китае и летал пилотом в авиакомпании CNAC. Всего имел шесть побед.
- Камилл Джозеф Росберт (Camill Joseph Rosbert) — до вступления во флот в 1938 году получил образование инженера-химика. Летал на «Каталинах». После расформирования группы служил пилотом в авиакомпании CNAC, самолёты которой летали в Китай через Гималаи. Имел шесть побед.
- Ричард Росси (J. Richard Rossi) — был морским лётчиком. Остался в Китае как |пилот гражданской авиакомпании. Был председателем Flying Tiger Association.
- Роберт Прескотт (Robert Prescott) — изучал право в колледже. Как и многие «тигры» после командировки летал как пилот гражданской авиакомпании. Имеет 5 побед. В 1945 году основал первую регулярную грузовую авиакомпанию Flying Tiger Line, действовавшую до 1989 года.
- Перси Бартелт (Percy Bartelt) — получил техническое образование в университете Айовы. Четыре года прослужил на флоте до того, как поступил в «тигры». Пропал без вести в марте 1942 года. Пять побед.
- Вильям Бартлинг (William Bartling) — пришёл в группу с флота. После расформирования летал в CNAC. Пять побед.
- Эдмунд Оверенд (Edmund Overend) — был одним из самых «старых» в группе, так как ему было 28 лет. До Китая летал в авиации Корпуса Морской пехоты. После командировки продолжил службу в морской пехоте и закончил карьеру в звании майора. Пять побед.
- Роберт Санделл (Robert Sandell) — инструктор армейской авиации на аэродроме Максвелл Филд. По прибытии в Китай стал командиром 1-й эскадрильи. Погиб 7 февраля 1942 года, когда во время облёта только отремонтированного самолёта потерпел аварию. Несмотря на свою короткую карьеру в «Тиграх» успел стать асом: в двух боях 28 января и 29 января 1941 года сбил пять самолётов.
- Роберт Г. Смит (Robert H. Smith) — окончил колледж в Канзасе. До поступления в «тигры» прослужил в армейской авиации 18 месяцев. После командировки продолжил службу и окончил карьеру в звании майора. В феврале 1942 года в трёх боях сбил пять самолётов.

## Интересные факты

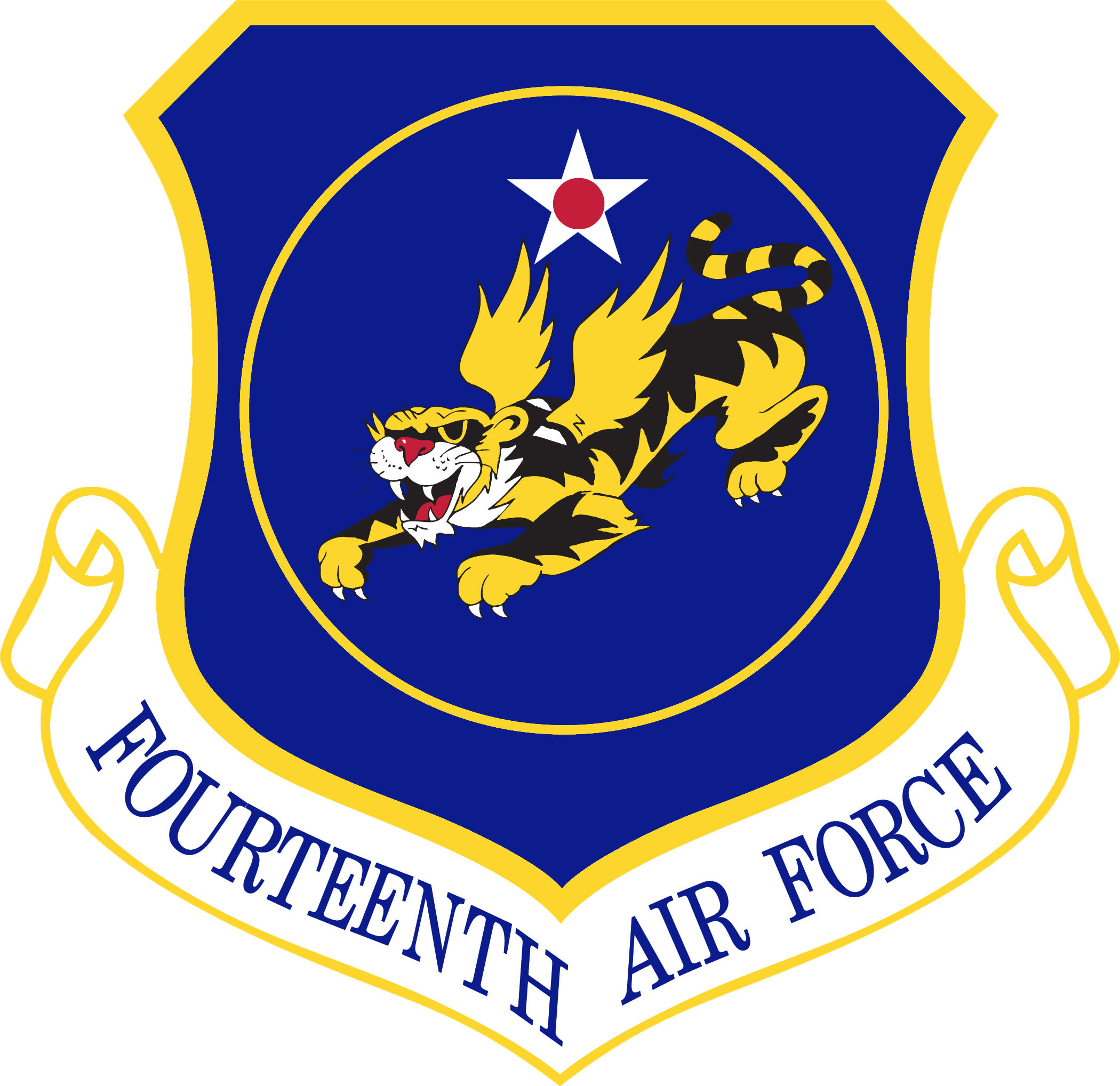
Эмблема 14-й воздушной армии США

- Эмблема подразделения — «летающий тигр» — была специально разработана художниками Компании Уолта Диснея.
- После расформирования AVG и преобразования её в 23 истребительную авиагруппу, а в дальнейшем в 14 воздушную армию «летающий тигр» оставался символом этих подразделений.
- «Ha-namer ha-meofef» («Летающий тигр») — 102-я эскадрилья ВВС Израиля, в которой служил первый космонавт страны Илан Рамон. Возможно, в процедуре формирования этого подразделения принимал участие кто-либо из ветеранов AVG или 14 воздушной армии США.